# 李帅 (1994年)
李帅（1994年5月19日—），男，贵州省贵阳市人，中国足球运动员，现效力梅州客家足球俱乐部，司职中场。

## 生平

### 俱乐部生涯
2005年，李帅进入上海国际青年队，一年后球队西迁西安，李帅则前往球队位于辽宁的分校继续接受足球训练。
2011年李帅租借到西安老城根参加中国足球乙级联赛，出场7次射进1球，2012年继续在陕西老城根参加中乙联赛。
2012年7月，王啸被送往葡萄牙足球超级联赛球队波尔图梯队学习一年。
2013年初，为备战2013年亚足联冠军联赛的贵州人和提前召回李帅。
2014年，贵州人和把李帅租给了中乙新军银川贺兰山。2015年夏天，贵州人和又改而把他租给了中甲球队内蒙古中优。